# Hamilton (Nuova Zelanda)
Hamilton, o Kirikiriroa in māori, è il capoluogo della regione neozelandese del Waikato. Settima città più popolosa del Paese con circa 130 000 abitanti (~190 000 con l'agglomerato urbano), è anche sede di autorità territoriale che coincide in grossa parte con l'estensione del confine municipale.

## Geografia fisica
Hamilton si trova circa 130 km a sud di Auckland ed è al centro di un importante snodo ferroviario e autostradale; è attraversata dal fiume Waikato. Hamilton si trova in un territorio quasi completamente piatto e privo di rilievi. La città ha un clima temperato, anche se a volte umido, con una media annuale di precipitazioni pari a circa 1.184 millimetri. La temperatura è tipica dei climi temperati, anche se raramente scende al di sotto dello zero (da almeno 40 anni non cade la neve ad Hamilton).

## Storia
Nell'area in cui oggi sorge la città si trovavano originariamente, su entrambe le sponde del fiume, alcuni villaggi Maori, tra cui quello di Kirikiriroa da cui Hamilton trae il suo nome in lingua maori. Quando arrivarono i coloni inglesi questi villaggi furono trovati quasi tutti abbandonati. Il nuovo insediamento inglese venne battezzato Hamilton in onore del capitano Fane Charles Hamilton, morto nel corso della Battaglia di Gate Pa, nei pressi di Tauranga, durante le cosiddette Guerre māori del XIX secolo.
La città si trova nei pressi della più meridionale parte navigabile del fiume Waikato, al centro di una delle zone più fertili della Nuova Zelanda, il che ha fatto sì che per gran parte della sua storia l'economia di Hamilton si basasse principalmente sull'agricoltura.

## Società

### Evoluzione demografica
La città sta crescendo molto rapidamente. Benché conti oggi 130.000 abitanti, nell'area metropolitana al cui centro si trova Hamilton si stima che risiedano oltre 180.000 persone. Entro un raggio di 250 chilometri da Hamilton vivono circa un milione e mezzo di persone, cioè il 40% dell'intera popolazione neozelandese.
Come per la maggior parte delle altre città neozelandesi, anche ad Hamilton la maggioranza della popolazione (quasi l'80%) è di origine europea, con forti comunità britanniche, italiane, polacche e jugoslave). Il 15% circa degli abitanti ha origini maori, mentre il restante 5% viene dall'Asia o dalle isole del Pacifico.

## Economia
Hamilton è sede universitaria, nonché di un centro di ricerca agricola noto a livello internazionale (il Ruakara Agricoltural Research Institute of New Zealand).
Ogni anno si svolgono i National Agricultural Fieldays, l'esposizione agricola più importante dell'emisfero meridionale. Questo ed altri eventi di importanza nazionale si svolgono nel comprensorio fieristico di Mistery Creek, il più grande della Nuova Zelanda.
Le principali risorse provengono dalle otto centrali idroelettriche presenti nell'abitato cittadino, dall'agricoltura (alla quale si applicano le più recenti tecnologie) e dall'allevamento, oltre che da aziende che operano nel campo dei servizi e dell'aeronautica (qui ha sede la Pacific Aerospace, il maggior produttore di aeromobili neozelandese).

## Amministrazione

### Gemellaggi
- Sacramento
- Saitama
- Wuxi